# Липовка (Винницкая область)
Ли́повка (укр. Липівка) — село на Украине, находится в Томашпольском районе Винницкой области.
Код КОАТУУ — 0523982601. Население по переписи 2001 года составляет 1460 человек. Почтовый индекс — 24205. Телефонный код — 4348.
Занимает площадь 3,505 км².

## Религия
В селе действует Свято-Димитровский храм Томашпольского благочиния Могилёв-Подольской епархии Украинской православной церкви.

## Адрес местного совета
24205, Винницкая область, Томашпольский р-н, с. Липовка, ул. 40-летия Победы, 1